# Trøjborgvej (Aarhus)
Trøjborgvej er en gade i det nordlige Aarhus, der strækker sig fra t-krydset Dronning Margrethes Vej/Skovvejen mod sydøst til Nørrebrogade mod nordvest. Vejen udgør en grænse mellem den tætbebyggede del af bydelen Trøjborg på den ene side og det gamle Århus Kommunehospital, N. Kochs Skole, Sankt Johannes Kirke og Nordre Kirkegård på den anden.
Trøjborgvej blev navngivet i 1897.